# 苏尔王朝
苏尔王朝，是一个普什图人在印度次大陆北部建立的一个伊斯兰教王朝，定都于瑟瑟拉姆。比哈尔地方的阿富汗封建主舍尔沙趁着莫卧儿帝国统治者胡马雍出征古吉拉特邦时，扩充实力，并于1539年击败莫卧儿军队。1540年舍尔沙占领德里，建立苏尔王朝，统治着西起今阿富汗喀布尔，东到孟加拉国的广阔地区，称雄一时。在统治期间，建立了高效完善的管理制度，任用各种不同民族和宗教人士担任官吏。废除旧币，铸造新币，发展经济。1545年，胡马雍在波斯萨非王朝的沙阿（国王）塔赫玛斯普一世的支持下，重返印度，占领旁遮普、德里、阿格拉，恢复了莫卧儿帝国的统治。1557年，苏尔王朝终为莫卧儿帝国所灭。